# Sami Khiyami
Sami Khiyami (né le 28 août 1948 à Damas) est un homme politique syrien et l'ancien ambassadeur de la République arabe syrienne au Royaume-Uni.
Khiyami est titulaire d'un diplôme d'ingénieur électronique de l'Université américaine de Beyrouth (1972) et d'un diplôme d'études approfondies de l'Université Claude-Bernard-Lyon-I (1974) puis d'un doctorat d'ingénieur de la même université en 1979.

## Biographie
En 1979 il commence sa carrière d'enseignant à l'Université de Damas, puis au Centre d'études et de recherches scientifiques dans la capitale syrienne.
En 1989 Khiyami est parmi les fondateurs de la « Syrian Computer Society », première association de sciences informatiques en Syrie, dont un autre cofondateur est le fils cadet du président Hafez el-Assad et futur président Bachar el-Assad.
Le 3 mars 2005 Khiyami présente ses lettres de créance à la reine Élisabeth II et devient ambassadeur de son pays à Londres.
Il menait les négociations de l'Accord d'association avec l'Union européenne pour le gouvernement syrien. En octobre 2008, après une opération militaire américaine sur territoire syrien près de la frontière irakienne, Khiyami condamne « l'acte d'agression » et annonce que la Syrie porterait plainte devant le Conseil de sécurité des Nations unies.
En avril 2011, Khiyami se voit exclu du mariage du prince William et de Catherine Middleton, décision prise « à la dernière minute » par le gouvernement britannique pour exprimer son mécontentement des répressions violentes du régime syrien contre des manifestants en Syrie dans le contexte de la contestation qui va mener vers un conflit armé en Syrie.
En octobre 2011 à la suite d'accusations d'intimidation à l'encontre de manifestants hostiles au régime syrien en Grande-Bretagne, le chef de la diplomatie britannique William Hague convoque Khiyami à Whitehall. Au printemps 2012 Damas rappelle Khiyami de Londres afin d'empêcher son expulsion. En revanche, Khiyami quitte le service diplomatique syrien et s'installe à Beyrouth.
Depuis, il s'engage comme activiste civile pour la réconciliation en Syrie et pour une solution diplomatique et politique du conflit syrien. Entre autres, il est compté parmi les premiers signataires d'un « code » ou « Charte de conduite pour la coexistence syrienne ». Ce document avait été adopté et signé par plusieurs chefs de clans, de tribus, et de nombreux représentants des différentes communautés de la société syrienne (dont la communauté alaouite) après des négociations secrètes en novembre 2017 et publié en janvier 2018. Selon le quotidien Le Monde, les initiateurs sont inspirés « par les pères fondateurs de la Syrie qui ont mené le mouvement d’indépendance contre le mandat français (1920-1946), ils ambitionnent de bâtir un nouveau contrat social dans une Syrie unie et plurielle, où l’égalité et les droits de chacun seront respectés ».
Le portrait de Khiyami se trouve également sur la page Facebook « Souria 11 », organe non officiel du Conseil de la charte syrienne (madjlis al-mudawana al-souria), cadre officiel dans lequel les initiateurs du document et d'autres représentants de la société syrienne se sont organisés.